# Stanislav Struhar
Stanislav Struhar (* 4. ledna 1964 Gottwaldov, Československo) je rakouský spisovatel českého původu.

## Život
Stanislav Struhař se narodil v Gottwaldově, dnešním Zlíně, a vyrůstal v rodině, která měla ve městě jisté postavení: Struharův dědeček byl vysokým městským úředníkem. Již v době dospívání psal Struhar básně, život v normalizačním Československu se však pro něj postupně stával nesnesitelným. Po opakovaných pokusech o sebevraždu, byl umístěn na uzavřené oddělení psychiatrické léčebny, navržena byla i léčba elektrošokem. V roce 1988 emigroval se svou ženou do Rakouska, kde byli uznáni jako stíhaní uprchlíci. Jejich původním plánem bylo získat v rámci scelování rodin prostřednictvím Červeného kříže svého syna, který musel zůstat v Československu. I navzdory zásahu Úřadu Vysokého komisaře OSN pro uprchlíky, rakouského Ministerstva zahraničí a Mezinárodní společnosti pro lidská práva, se jim však se synem podařilo shledat až po pádu železné opony. Když si Struhar osvojil jazyk hostitelské země, zvolil si němčinu za svůj literární jazyk. Dnes žije s rodinou ve Vídni a věnuje se své literární tvorbě.

## Dílo
Literární dílo Stanislava Struhara vyrůstá z jeho rané poezie, jako prozaik proto bývá označován za lyrického vypravěče. Pro jeho prózy je typický děj směřovaný do minulosti a do nitra jeho protagonistů, vzpomínkové retrospektivy i v zásadě lyrické inspirační zdroje jimiž jsou dětství, příroda, vykořeněnost či život v novém domově a jazyce. Dialog mezi kulturami a touha po přátelském soužití tvoří fundament jeho literární práce, jeho dílo je prosbou o toleranci, porozumění a mír.

## Ocenění
- 2021 - Knižní prémie města Vídně za knihu Farben der Zukunft
- 2022 - Knižní prémie města Vídně za knihu Farben der Gegenwart

### Poezie
- Der alte Garten: Gedichttrilogie. Německý překlad česky psaných básní: Jan-Peter Abraham, Linz ; Wien : Resistenz-Verl., 1999, ISBN 3-85285-028-2.

- Der alte Garten: Gedichttrilogie = Stará zahrada: trilogie v básni,  Vyd. 2. Wien: Edition Doppelpunkt, [2001]. 141 s. ISBN 3-85273-112-7.2. (Text souběžně německy a česky, část textu psána původně česky, část německy)
- Stará zahrada: trilogie v básni. 1. české vyd. Zlín: Kniha Zlin, 2015. 65 s. WALT. ISBN 978-80-7473-282-9.
- Stará zahrada/Der alte Garten: trilogie v básni. Z češtiny a z němčiny přeložili Stanislav Struhar & Stanislav Struhar jun. Klagenfurt/Celovec: Wieser Verlag, 2019, ISBN 978-399029-340-9.

### Próza
- Rukopis: román. Vyd. 1. Praha: Signeta, 2004. 132 s. Omen: očima menšiny; sv. 1. ISBN 80-903325-0-1. (Německý překlad: Das Manuskript. Román. Přelložil Andrej Leben, Klagenfurt/Celovec: Drava, 2002, ISBN 3-85435-378-2.)
- Opuštěná zahrada: román. Vyd. 1. Praha: Volvox Globator, 2004. 117 s. ISBN 80-7207-540-3. (Německý překlad: Verlassener Garten. Román. Přeložila a doslov napsala Kristina Kallert, Klagenfurt/Celovec: Wieser, 2020, ISBN 978-3-99029-381-2.)
- Eine Suche nach Glück: Roman. Klagenfurt: Kitab-Verl., 2005, ISBN 3-902005-48-3. (Český překlad: Hledání štěstí. Přel. Nikola Zejkanová. Vyd. 1. Praha: Volvox Globator, 2007. 110 s. Symposium; sv. 20. ISBN 978-80-7207-652-9. / Bibliofilské vydání: Hledání štěstí. Vyd. 1. Praha: Volvox Globator, 2007. 110 s. Symposium; sv. 20. ISBN 978-80-7207-653-6.)

- Fremde Frauen: zwei Erzählungen. Klagenfurt/Celovec: Wieser, 2013, ISBN 978-3-9902905-0-7. (Český překlad: Cizinky: dvě povídky. Přel. Pavel Vrtílka. Vyd. 1. Praha: Volvox Globator, 2013. 125 s. ISBN 978-80-7207-879-0.)

- Das Gewicht des Lichts: Roman. Klagenfurt/Celovec: Wieser, 2014, ISBN 978-3-9902908-8-0. (Český překlad: Váha světla: román. Přel. Pavel Vrtílka. Vyd. 1. Praha: Volvox Globator, 2014. 150 s. ISBN 978-80-7511-064-0.)

- Die vertrauten Sterne der Heimat: Roman. Klagenfurt/Celovec: Wieser, 2015, ISBN 978-3-99029-130-6. (Český překlad: Důvěrně známé hvězdy domova: román. Přel. Magdalena Štulcová. Vyd. 1. Praha: Volvox Globator, 2015. 108 s. ISBN 978-80-7511-184-5.)

- Farben der Vergangenheit: Erzählungen. Klagenfurt/Celovec: Wieser, 2016, ISBN 978-3-99029-180-1. (Český překlad: Barvy minulosti: povídky. Přel. Magdalena Štulcová. Vyd. 1. Praha: Volvox Globator, 2016. 134 s. ISBN 978-80-7511-311-5.)
- Die Verlassenen: Roman. Klagenfurt/Celovec: Wieser, 2017, ISBN 978-3-99029-227-3. (Český překlad: Opuštění: román. Přel. Magdalena Štulcová. Vyd. 1. Praha: Volvox Globator, 2018. 102 s. ISBN 978-80-7511-390-0.)
- Die Gabe der Hoffnung: Roman. Klagenfurt/Celovec: Wieser, 2018, ISBN 978-3-99029-289-1. (Český překlad: Dar naděje: román. Přel. Markéta Kliková. Vyd. 1. Praha: Volvox Globator, 2018. 117 s. ISBN 978-80-7511-419-8.)
- Fremde Männer: zwei Erzählungen. Klagenfurt/Celovec: Wieser, 2019, ISBN 978-3-99029-325-6. Vyd. 2. Wieser, Klagenfurt/Celovec, 2020, ISBN 978-3-99029-388-1. (Český překlad: Cizinci: dvě povídky. Přeložila a doslov napsala Markéta Kliková. Vyd. 1. Praha: Volvox Globator, 2019. 100 s. ISBN 978-80-7511-481-5.)
- Farben der Zukunft: Erzählungen. Mit einem Nachwort von Ralf Rother. Klagenfurt/Celovec: Wieser, 2021, ISBN 978-3-99029-448-2. (Český překlad: Barvy budoucnosti: povídky. Doslov napsal Ralf Rother. Přeložila Markéta Kliková. Vyd. 1. Praha: Volvox Globator, 2021. 96 s. ISBN 978-80-7511-624-6.)
- Farben der Gegenwart: Erzählungen. Mit einem Nachwort von Gabriela Šilhavá. Klagenfurt/Celovec: Wieser, 2022, ISBN 978-3-99029-526-7. (Český překlad: Barvy současnosti: povídky. Doslov napsala Gabriela Šilhavá. Přeložila Markéta Kliková. Vyd. 1. Praha: Volvox Globator, 2022. 112 s. ISBN 978-80-7511-717-5.)
- Das Gewicht des Schattens: Roman. Mit einem Nachwort von Kristina Kallert. Klagenfurt/Celovec: Wieser, 2023, ISBN 978-3-99029-573-1. (Český překlad: Váha stínu: román. Doslov napsala Kristina Kallert. Přeložila Markéta Kliková. Vyd. 1. Praha: Volvox Globator, 2023. 172 s. ISBN 978-80-7511-748-9.)
- Die Reinheit der Stille: Erzählungen. Mit einem Nachwort von Markéta Kliková. Klagenfurt/Celovec: Wieser, 2024, ISBN 978-3-99029-640-0. (Český překlad: Čistota ticha: povídky. Doslov napsala Markéta Kliková. Přeložila Markéta Kliková. Vyd. 1. Praha: Volvox Globator, 2024. 144 s. ISBN 978-80-7511-778-6.)

### Překlady
- SCHLEICHERT, Gertraud. Někteří chtějí vždy znovu přijít. Přel. Stanislav Struhar. V Praze: Dauphin, 2009. 68 s. Poeme. ISBN 978-80-7272-190-0.

### Účast v antologiích
- Florica Madritsch Marin, Elisabeth Schawerda: Wenn die Erinnerung atmet: Querschnitt österreichischer Lyrik. Edition Doppelpunkt, Wien 2003, ISBN 3-85273-148-8.
- Stefan Krist, Patricia Brooks, Günter Vallaster: Das literarische Sprachlabor: Workshop-Konzepte für den Deutsch-Unterricht. Praesens, Wien 2009, ISBN 978-3-7069-0491-9.
- Renata Cornejo: Heimat im Wort. Zum Sprachwechsel der deutsch schreibenden tschechischen Autorinnen und Autoren nach 1968. Eine Bestandsaufnahme. Praesens Verlag, Wien 2010, ISBN 978-3-7069-0602-9.
- Andrea Fischerová, Marek Nekula: Ich träume von Prag: Deutsch-tschechische literarische Grenzgänge. Stutz, Passau 2012, ISBN 978-3-88849-068-2.
- Harald Kollegger / Helmuth A. Niederle: 23 + 23 = I. (Anthologie anlässlich des 90-jährigen Bestandsjubiläums des Österreichischen PEN), Plattform, Wien 2014, ISBN 978-3-9503683-0-7.
- Nahid Bagheri-Goldschmied: Spuren. Anthologie österreichischer Lyrik (Deutsch / Farsi), Driesch 2014, ISBN 978-3-902787-24-8.
- Wiebke Sievers: Grenzüberschreitungen. Ein literatursoziologischer Blick auf die lange Geschichte von Literatur und Migration. Böhlau, Wien 2016, ISBN 978-3-205-20353-7.
- Wiebke Sievers, Holger Englerth, Silke Schwaiger: Ich zeig dir, wo die Krebse überwintern: Gespräche mit zugewanderten Schriftstellerinnen und Schriftstellern. Edition Exil, Wien 2017, ISBN 978-3-901899-74-4.
- Kurt Mitterndorfer: Schlussbilanz – 30 Jahre Linzer Frühling. Bibliothek der Provinz, Weitra 2017, ISBN 978-3-99028-727-9.
- Milan Libiger: Terasa Zlínské literární tržnice 3. Zlínská literární tržnice, Zlín 2017, ISBN 978-80-270-2877-1.
- J. Demčišák / M. Hornáček Banášová (Hg): Germanistische Forschungsfragen in Trnava, Ústí nad Labem und Wrocław I. (Doktorandenforum Auslandsgermanistik, Bd. 1. G. Šilhavá: Themen und Symbole in den Werken von Stanislav Struhar). Leipziger Universitätsverlag, Leipzig, 2020, ISBN 978-3-96023-346-6.
- G. Schuppener / V. Jičínská / M. Kałasznik (Hg.): Germanistische Forschungsfragen in Trnava, Ústí nad Labem und Wrocław II. (Doktorandenforum Auslandsgermanistik, Bd. 2. G. Šilhavá: Migrationserfahrungen und Positionierungen der Migranten in ausgewählten Werken von Stanislav Struhar ). Leipziger Universitätsverlag, Leipzig, 2021, ISBN 978-3-96023-394-7.
- Monika Hornáček Banášová / Veronika Jičínská / Przemysław Staniewski (Hg.): Germanistische Forschungsfragen in Trnava, Ústí nad Labem und Wrocław III. (Doktorandenforum Auslandsgermanistik, Bd. 3. G. Šilhavá: Fremdheit und Fremdsein als Motiv in den Romanen Die vertrauten Sterne der Heimat und Die Gabe der Hoffnung von Stanislav Struhar ). Leipziger Universitätsverlag, Leipzig, 2021, ISBN 978-3-96023-402-9.